# 1964年淫褻刊物法令
《1964年淫褻刊物法令》（英語：Obscene Publications Act 1964；縮寫）是一部簡短的英國法例，為《1959年淫褻刊物法令》（該領域的主要法規）增補了一些較小的條文。
該法令旨在加強有關淫褻的法律，特別是關於生產用於銷售的淫褻物品及用於製作淫褻物品的材料。 

## 外部連結
- 维基文库中的文獻全文：1964年淫褻刊物法令